# Avinguda Nevski

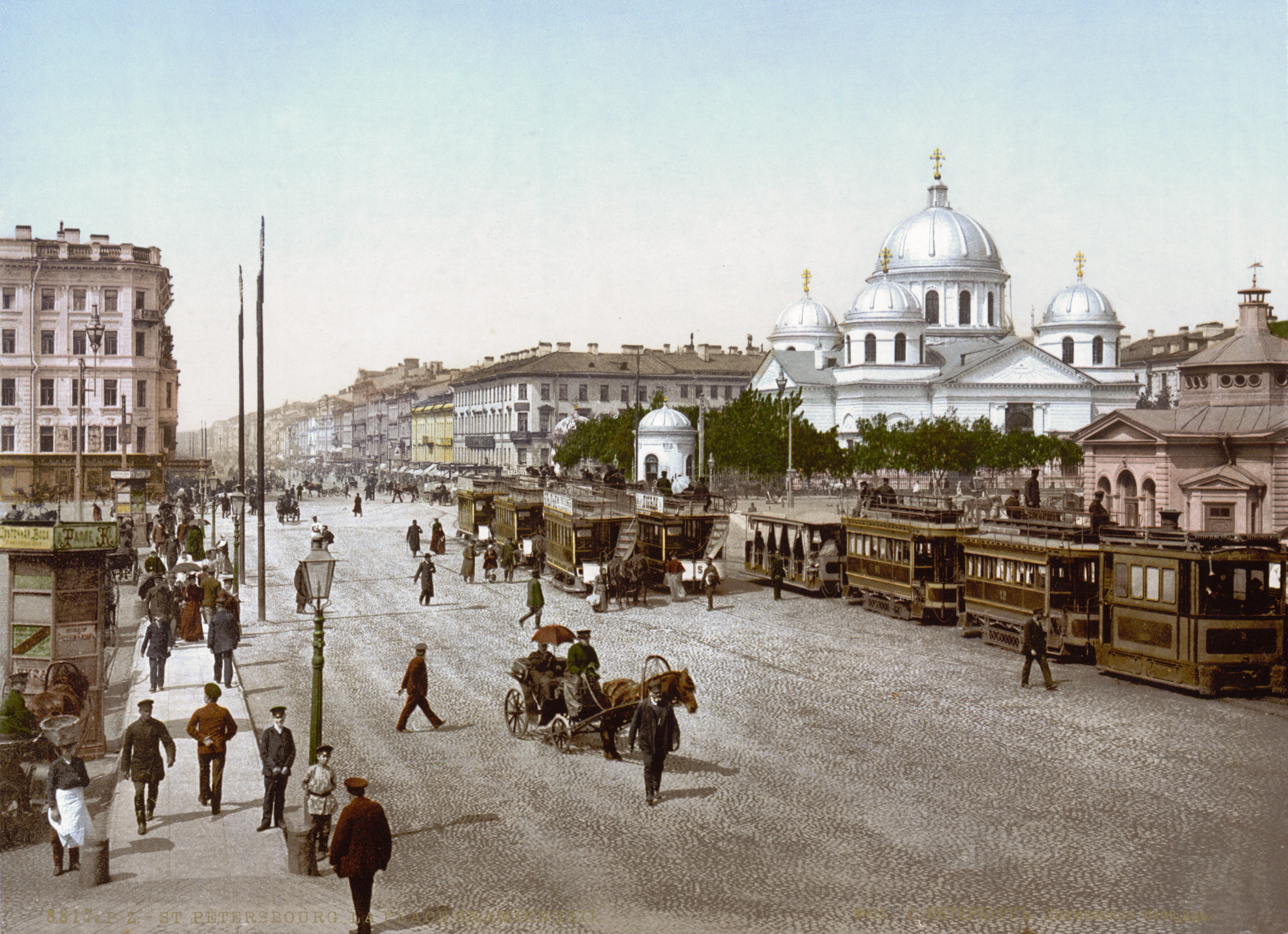
L'avinguda Nevski prop de l'estació de Nicolau, avui estació de Moscou, devers el 1890

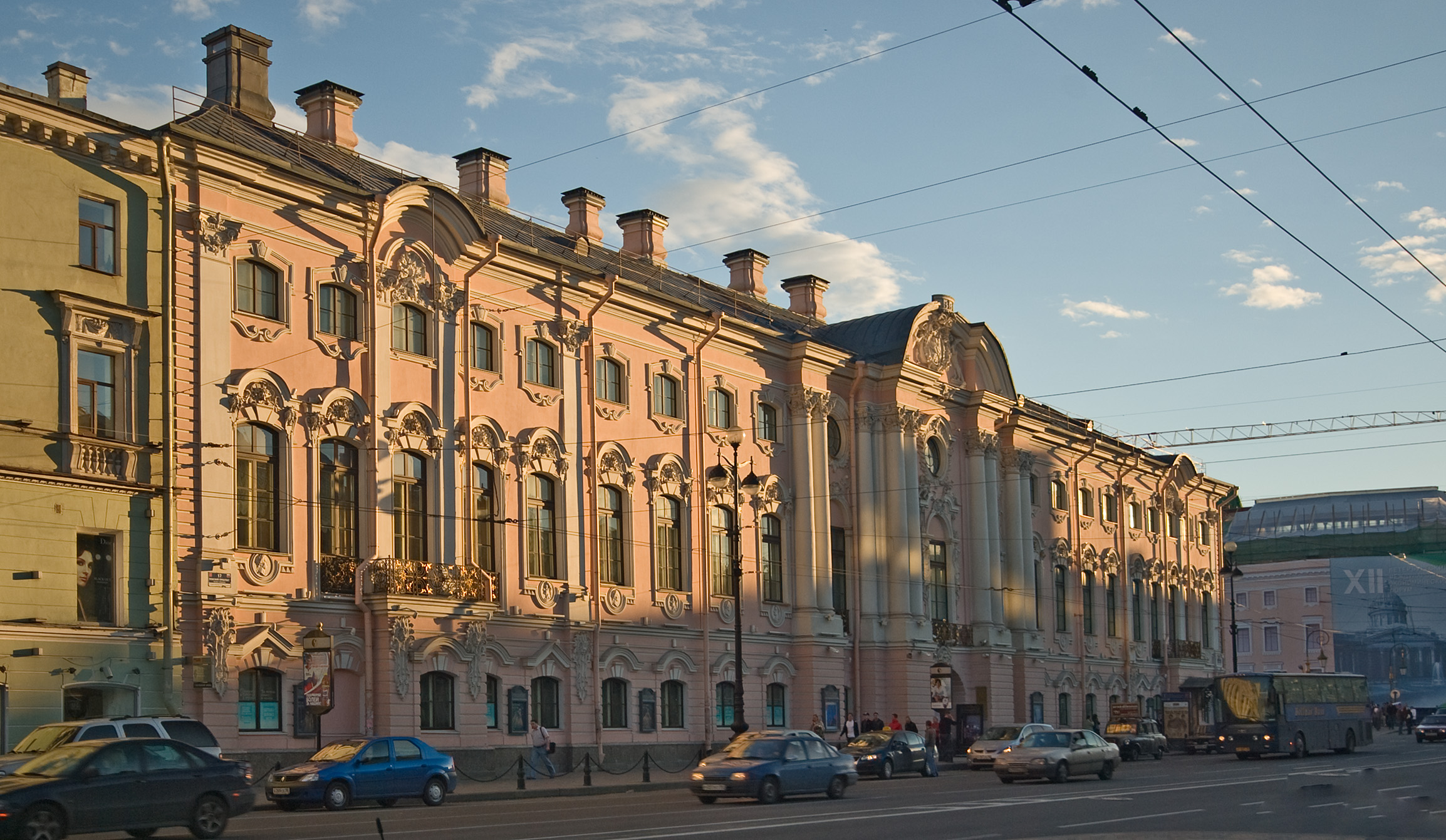
El palau Stróganov

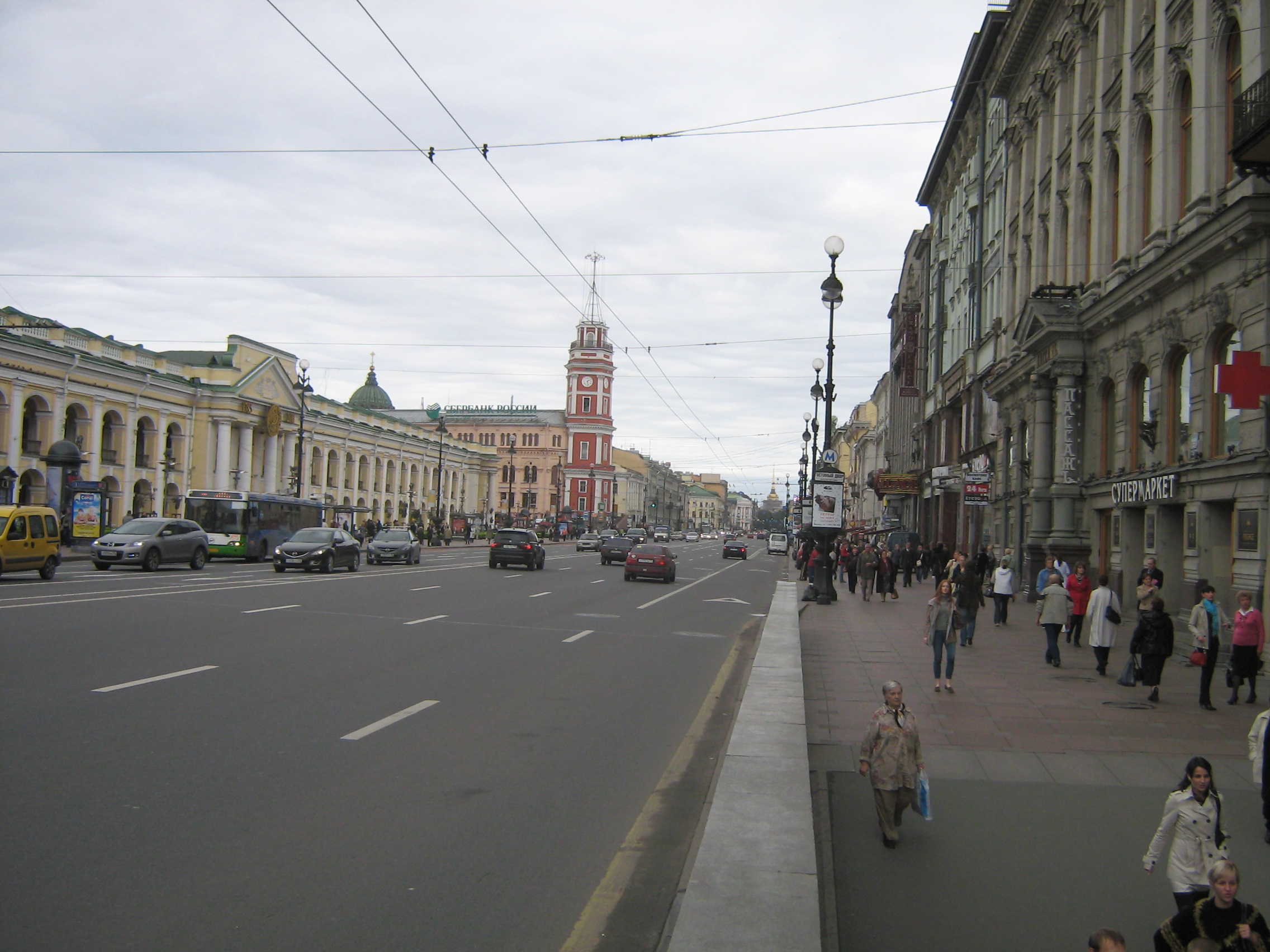
L'avinguda vora el Gostini Dvor, a mà esquerra

L'avinguda Nevski (en rus Невский проспект, Nevski Prospekt, de vegades traduït com a Perspectiva Nevski) és el carrer principal de Sant Petersburg, Rússia. Tant a l'avinguda mateixa com als voltants més immediats s'hi desenvolupa gran part de la vida comercial i nocturna de la ciutat, de la qual ha estat tradicionalment la zona més cara.
Planificada per Pere el Gran com a punt d'inici de la carretera que duia a Nóvgorod i Moscou, l'avinguda va en línia recta des de l'Almirallat fins a l'estació de Moscou, a la plaça Vosstània, i des d'aquí fins al monestir d'Alexandre Nevski.
Durant els primers anys de l'era soviètica (1918–44) fou batejada com a avinguda del 25 d'Octubre, data de la Revolució d'Octubre.
A l'avinguda hi ha diverses estacions del Metro de Sant Petersburg: Nevski Prospekt, Gostini Dvor, Maiakóvskaia, Plósxad Vosstània i Plósxad Aleksandra Névskogo.

## Edificis principals
- Palau Stróganov (1752-1754), de l'arquitecte italià Bartolomeo Rastrelli
- Catedral de Kazan (1801-1811), gran edifici neoclàssic
- Dom Knigui (la Casa del Llibre, 1907), antic edifici Art Nouveau de la companyia Singer
- Església de Santa Caterina (1763-1783) i mitja dotzena d'esglésies del segle xviii
- Església armènia, obra de Georg Friedrich Veldten (1780 i 1835-1837)
- Magatzems Elisèiev (1901-1903)
- Monument a Caterina la Gran (1873), de Matvei Txijov i Aleksandr Opekuixin
- Gostini Dvor, gran centre comercial originari del segle xviii
- Galeries comercials Passage (1846)
- Biblioteca Nacional de Rússia (1814)
- Gran Hotel Europa (1875)
- Palau Anítxkov (1751), residència dels hereus al tron rus
- Pont Anítxkov, amb quatre estàtues de domadors de cavalls, obra de Piotr Klodt (1849–1850)

## L'avinguda Nevski i la literatura
A causa de la seva importància urbanística, l'avinguda apareix molt sovint en la literatura russa. Entre altres escriptors, l'activitat frenètica de l'avinguda ha estat descrita amb bona dosi d'ironia per Nikolai Gógol —que detestava Sant Petersburg— a la seva narració L'avinguda Nevski. Fiódor Dostoievski també va fer servir sovint l'avinguda com a escenari de les seves obres, com per exemple a Crim i càstig i El doble.